# Cerkiew Chrystusa Zbawiciela w Prizrenie

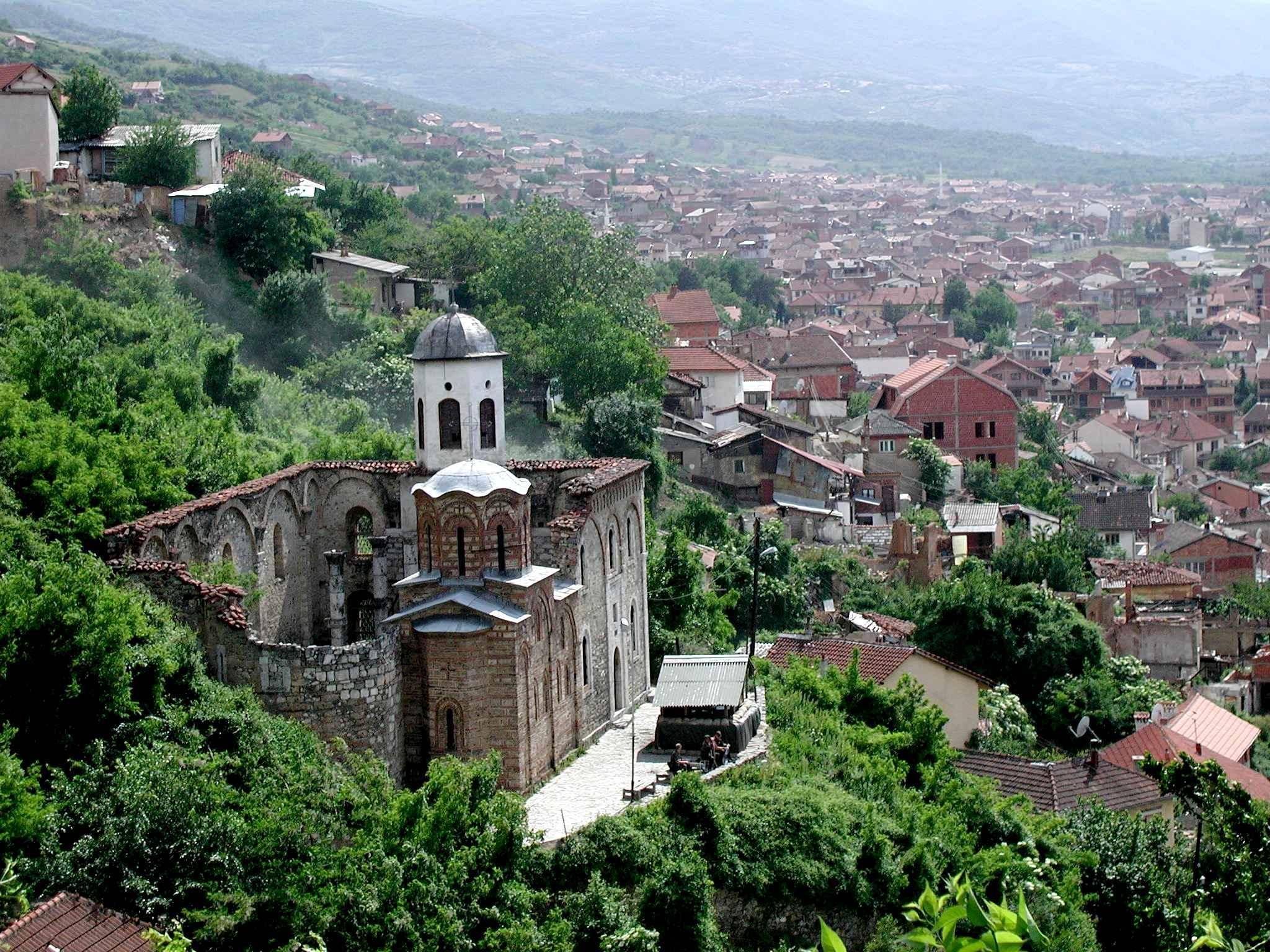
Widok zniszczonej cerkwi, 2004

Cerkiew Chrystusa Zbawiciela – prawosławna cerkiew w Prizrenie.
Cerkiew została wzniesiona ok. 1330, zaś od 1348 należała do znajdującego się w okolicy monasteru Świętych Archaniołów. Wzniesiona na planie krzyża, z jedną kopułą. Budynek był dekorowany wewnątrz freskami, wykonanymi w 1335 (w pomieszczeniu ołtarzowym) i w 1348 (w pozostałej części cerkwi). Oryginalne freski zostały uszkodzone w czasie pożaru świątyni w XIX wieku. W latach 1953–1963 w budynku były prowadzone prace konserwatorskie, w czasie których dokonano renowacji dekoracji malarskiej.
W czasie zamieszek w Kosowie w 2004 cerkiew została podpalona przez miejscowych Albańczyków, podobnie jak wszystkie inne prawosławne świątynie Prizrenu. Budynek był wpisany na listę zabytków Serbii o szczególnym znaczeniu. Z inicjatywy UNESCO w 2005 ruiny cerkwi zostały zabezpieczone, oczyszczone i przykryte nowym dachem. 
W 2014 było już ponownie możliwe podejście pod samą świątynię, wcześniej niedostępną i chronioną przez żołnierzy KFOR. W 2016 obiekt był czynny i można było go zwiedzać.